# Rafał Tarnawski
Rafał Roman Tarnawski (ur. 1967) – polski lekarz, specjalista radioterapii onkologicznej, profesor nauk medycznych, kierownik III Kliniki Radioterapii i Chemioterapii Centrum Onkologii – Instytut im. Marii Skłodowskiej-Curie Oddział w Gliwicach.

## Wykształcenie
Jest synem lekarzy: prof. Romana Tarnawskiego i Jadwigi Tarnawskiej. Maturę uzyskał w III Liceum Ogólnokształcącym im. Adama Mickiewicza w Katowicach. W latach 1985–1991 odbył studia na Wydziale Lekarskim Śląskiej Akademii Medycznej w Katowicach. Tam też uzyskał w 1993 stopień doktora nauk medycznych w oparciu o rozprawę pt. Badania zmian molekularnych miażdżycowych aort ludzkich metodą spektroskopii magnetycznego rezonansu jądrowego. W 1996 otrzymał tytuł Master of Science in Radiation Biology na Uniwersytecie Londyńskim. W 2000 zdał egzamin specjalizacyjny II stopnia z radioterapii onkologicznej. Stopień doktora habilitowanego nauk medycznych w dziedzinie onkologii, radioterapii onkologicznej nadała mu w 2001 Rada Naukowa Centrum Onkologii - Instytut im. Marii Skłodowskiej-Curie na podstawie dorobku naukowego oraz rozprawy habilitacyjnej pt. Zbadanie przydatności predykcyjnej i prognostycznej spektroskopii magnetycznego rezonansu jądrowego 1H-MRS in vivo dla oceny metabolizmu loży pooperacyjnej u chorych na glejaki mózgu, leczonych pooperacyjną radioterapią. W 2006 uzyskał tytuł naukowy profesora nauk medycznych.

## Działalność dydaktyczna
W latach 1991–1993 był zatrudniony w Katedrze Biochemii Wydziału Lekarskiego Śląskiej Akademii Medycznej w Katowicach. Od 2000 pełnił funkcję koordynatora dydaktyki z zakresu onkologii prowadzonej dla studentów Wydziału Lekarskiego ŚlAM w Zabrzu. Obecnie jest kierownikiem III Kliniki Radioterapii i Chemioterapii Narodowego Instytutu Onkologii im. Marii Skłodowskiej-Curie – Państwowego Instytutu Badawczego Oddział w Gliwicach.

## Wyróżnienia
Podczas studiów trzykrotnie otrzymał w latach 1989-1991 Stypendium Ministra Zdrowia i Opieki Społecznej za wyniki w nauce i pracę badawczą. W 1995 był laureatem I Nagrody Polskiego Towarzystwa Onkologicznego dla młodych naukowców, a w 1998 uzyskał roczne stypendium Fundacji Nauki Polskiej dla młodych naukowców. W 2004 został laureatem nagrody Fundacji im. Tomasza Jakuba Muszalskiego.